# Willy Bocklant
Willy Bocklant (Courtrai, 26 gennaio 1941 – Mouscron, 6 giugno 1985) è stato un ciclista su strada belga.
Professionista dal 1962 al 1969, vinse il Giro di Romandia 1963 e la Liegi-Bastogne-Liegi 1964. Era soprannominato "Dracula".

## Carriera
Figlio di Robert Bocklant, professionista individuale per qualche anno dopo la fine della Seconda guerra mondiale, Willy Bocklant debuttò da professionista il 12 settembre 1962 con la Flandria-Faema di Guillaume Driessens. Al primo anno seppe imporsi nel Tour de Picardie, mentre nel 1963 vinse la classifica generale del Giro di Romandia e si classificò quarto alla Milano-Sanremo e al Giro di Lombardia.
Capace di primeggiare nelle classiche, nel 1964 vinse il Giro del Piemonte, e si piazzò terzo alla Milano-Sanremo e quarto alla Parigi-Roubaix; si aggiudicò poi la Liegi-Bastogne-Liegi, battendo Georges Van Coningsloo e Vittorio Adorni. Nel finale di stagione rappresentò il suo paese ai campionati del mondo di Sallanches. Nel 1965 fece invece sue una tappa alla Parigi-Nizza e la Freccia del Brabante, e fu terzo nella Parigi-Bruxelles.
Nel 1966 si classificò terzo nella Freccia Vallone, subì quindi un grave incidente che gli procurò la frattura dell'anca. Rientrato alle gare, nel 1967 vinse la Harelbeke-Anversa-Harelbeke, suo ultimo grande successo. Si ritirò dal professionismo nella stagione 1969. Morì per un attacco di cuore a soli 44 anni nel 1985..

## Palmarès
- 1959 (dilettanti)

Haaltert
Gent-Wevelgem Kattekoers
Bruxelles-Marke
- 1960 (dilettanti)

1ª tappa Triptyque Ardennais (Pepinster > Rotheux)
3ª tappa Triptyque Ardennais (Vielsalm > Pepinster)
Classifica generale Triptyque Ardennais
Classifica generale Circuit Franco-Belge
Torhout
- 1961 (dilettanti)

Grand Prix Stan Ockers - Trophée Peugeot
- 1962 (Flandria, due vittorie)

1ª tappa Tour de Picardie (Amiens > Amiens)
Classifica generale Tour de Picardie
- 1963 (Flandria, tre vittorie)

Classifica generale Giro di Romandia
Stadsprijs Geraardsbergen
Grand Prix Stan Ockers - Trophée Peugeot
- 1964 (Flandria, cinque vittorie)

Giro del Piemonte
Tour de Wallonie
Liegi-Bastogne-Liegi
Grand Prix de la Basse-Sambre - Auvelais
Anversa-Ougree
- 1965 (Flandria, sette vittorie)

2ª tappa Parigi-Nizza (Troyes > Château-Chinon)
Freccia del Brabante
2ª tappa Giro di Romandia (Martigny > Bassecourt)
Bruxelles-Ingooigem
Omloop der Grensstreek
Grand Prix d'Isbergues
3ª tappa Tour du Nord (Bruay > Arras, cronometro)
- 1967 (Flandria, due vittorie)

Harelbeke-Anversa-Harelbeke
Tour de Flandre Occidentale
- 1968 (Pull Over Centrale - Tasmanie - Novy, una vittoria)

5ª tappa Tour du Nord (Anzin > Roubaix)

### Altri successi
- 1962 (Flandria)

Gramd Prix Saint-Omer (Criterium)
Criterium di Mouscron
- 1963 (Flandria)

Criterium di Nederbrakel
Criterium di Zingem
Criterium di Moorsele
Criterium di Grammont
- 1964 (Flandria)

Classifica finale Ardeens Weekend
Circuit des Régions Frontalières (Criterium)
Ronde des Korrigans - Camors (Criterium)
Witte Donderdagprijs - Bellegem (Criterium)
Criterium di Mouscron
Championnat du Hainaut
- 1965 (Flandria)

Witte Donderdagprijs - Bellegem (Criterium)
Grand Prix de Fougères (Criterium)
Criterium di Oostende
Criterium di Izenberge
Criterium di Kortemark
- 1966 (Mann - Grundig)

Championnat du Hainaut
- 1967 (Flandria)

Criterium di Deerlijk
Criterium di Assebroek
Criterium di Izenberge
- 1968 (Pull Over Centrale - Tasmanie - Novy)

Criterium di Wattrelos
Criterium di Rumes
Criterium di Guesnain
Criterium di Harelbeke
Criterium di Tournai
- 1969 (Pull Over Centrale - Tasmanie - Novy)

Criterium di Humbeek
Criterium di Tournai

## Piazzamenti

### Grandi Giri
- Tour de France

1963: ritirato (16ª tappa)
1964: ritirato (10ª tappa)
1965: ritirato (10ª tappa)
1966: ritirato

### Classiche monumento
- Milano-Sanremo

1963: 4º
1964: 3º
1965: 41º
1966: 23º
1967: 22º
- Giro delle Fiandre

1964: 38º
1966: 7º
1967: 44º
1968: 13º
1969: 14º
- Parigi-Roubaix

1964: 4º
1966: 7º
1967: 14º
1968: 25º
1969: 9º
- Liegi-Bastogne-Liegi

1964: vincitore
1965: 7º
1966: 7º
1969: 19º
- Giro di Lombardia

1963: 4º

### Competizioni mondiali
- Campionati del mondo

Sallanches 1964 - In linea Professionisti: 21º